# راب کلینکامر
راب کلینکامر (انگلیسی: Rob Klinkhammer؛ زادهٔ ۱۲ اوت ۱۹۸۶) بازیکن هاکی روی یخ اهل کانادا است.
از باشگاه‌هایی که در آن بازی کرده‌است می‌توان به فینیکس کایوتیس اشاره کرد.